# Забод
Забод (бел. Забод) — деревня в Червенском районе Минской области. Входит в состав Червенского сельсовета.

## Географическое положение
Находится примерно в 14 километрах юго-восточнее райцентра, в 77 км от Минска и в 29 км от железнодорожной станции Пуховичи линии Минск—Осиповичи.

## История
На 1838 год деревня, принадлежавшая помещику Владиславу Русецкому и входившая в состав Игуменского уезда Минской губернии. Согласно переписи населения Российской Империи 1897 года фольварок в Пуховичской волости, где был 1 двор, проживали 20 человек. На 1908 год 8 дворов и 27 жителей. После Октябрьской революции 1917 года фольварок был преобразован в деревню За́бод (Забо́д). 24 августа 1924 года она вошла в состав вновь образованного Гребенецкого сельсовета Червенского района Минского округа (с 20 февраля 1938 — Минской области). Согласно переписи населения СССР 1926 года насчитывалось 15 дворов, проживали 78 человек. В 1929 году в деревне организован колхоз «Новое строительство» (бел. Новая пабудова), на 1932 год в его состав входили 8 крестьянских хозяйств. Во время Великой Отечественной войны деревня была оккупирована немецко-фашистскими захватчиками в начале июля 1941 года, 9 её жителей не вернулись с фронта. Освобождена в начале июля 1944 года. На 1960 год здесь насчитывалось 55 жителей. В 1966 году в состав деревни вошла соседняя деревня Красный Восход. На 1980-е годы деревня входила в состав совхоза «Гребенецкий». На 1997 год 22 дома, 46 жителей, функционировала животноводческая ферма. 30 октября 2009 года в связи с упразднением Гребенецкого сельсовета передана в Червенский сельсовет. На 2013 год 10 жилых домов, 25 жителей.

## Население
- 1897 — 1 двор, 20 жителей
- 1908 — 8 дворов, 27 жителей
- 1926 — 15 дворов, 78 жителей
- 1960 — 55 жителей
- 1997 — 22 двора, 46 жителей
- 2013 — 10 дворов, 25 жителей